# Chrysanthemum trilobatum
Chrysanthemum trilobatum là một loài thực vật có hoa trong họ Cúc. Loài này được (Poljakov ex Poljakov) H.Ohashi & Yonek. mô tả khoa học đầu tiên năm 2004.